# Voll, Møre og Romsdal
Voll (eller Måndalen) är en tätort i Rauma kommun i Møre og Romsdal fylke i västra Norge. Orten ligger vid Europaväg 136 och Romsdalsfjorden, cirka 20 kilometer västerut från kommunens centralort Åndalsnes. Här finns Volls kyrka.
Orten utgjorde tidigare centralort i dåvarande Volls kommun.

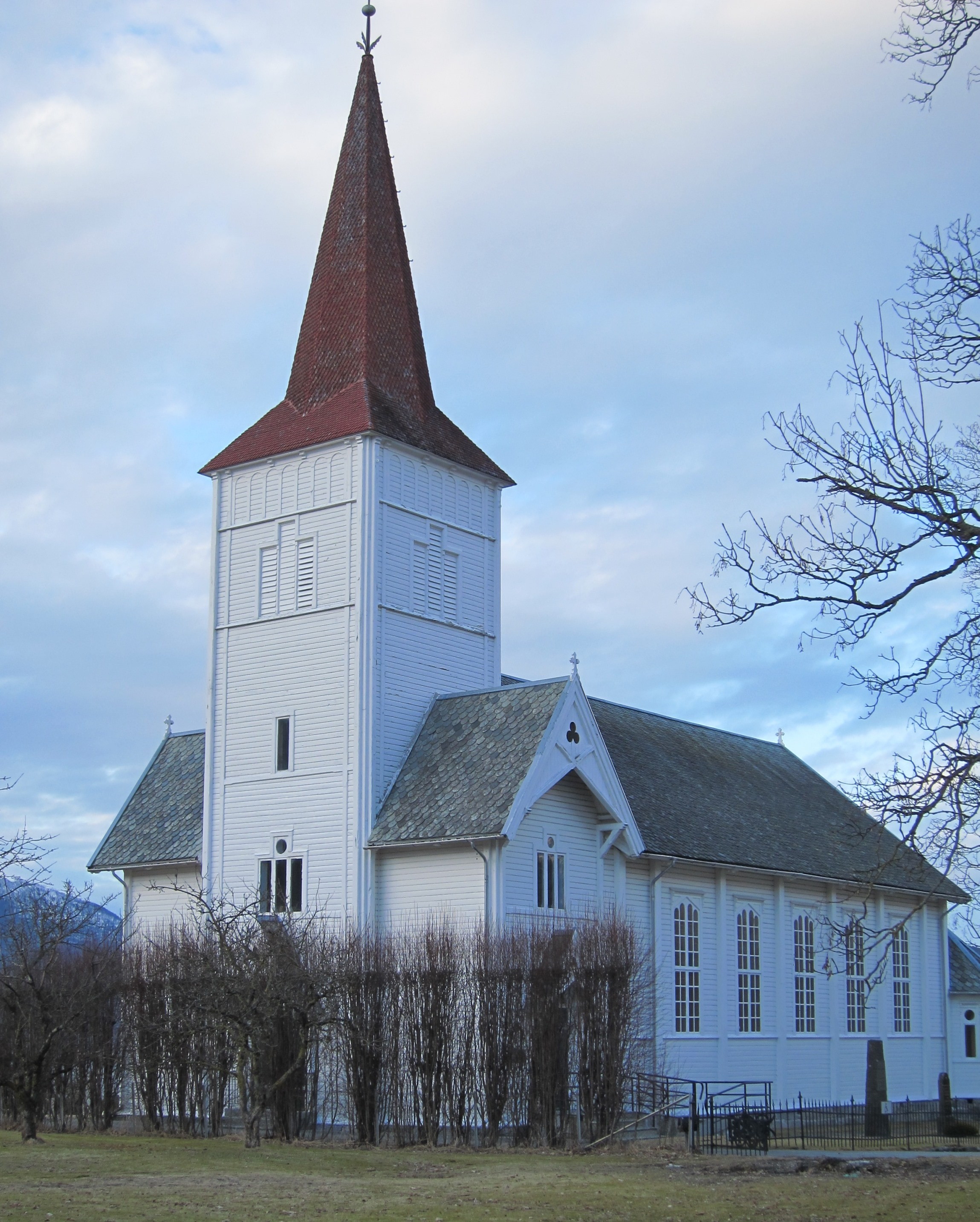
Volls kyrka.